# Xã Miami, Quận Greene, Ohio
Xã Miami (tiếng Anh: Miami Township) là một xã thuộc quận Greene, tiểu bang Ohio, Hoa Kỳ. Năm 2010, dân số của xã này là 4.790 người.